# Kvalifikace na Mistrovství světa ve fotbale 2010 (OFC)
Kvalifikace na Mistrovství světa ve fotbale 2010 zóny OFC určila účastníka mezikontinentální baráže s 5. týmem zóny AFC.
Kvalifikace zóny OFC byla zároveň osmým ročníkem Oceánského poháru národů, tj. kontinentálního mistrovství.
Kvalifikační proces začal na fotbalovém turnaji na jihopacifických hrách v srpnu 2007. První tři celky tohoto turnaje postoupily do druhé fáze, do které byl již předem nasazen Nový Zéland, kde utvořily čtyřčlennou skupinu, v níž se utkaly dvoukolově každý s každým. Vítěz této skupiny následně postoupil do baráže proti pátému týmu z Asie.
Jihopaficických her se účastnilo i Tuvalu, která v té době nebyla členem FIFA. Stalo se tak poprvé, že se kvalifikace o MS zúčastnil i nečlen FIFA.

## Jihopacifické hry 2007

### Skupina A
| Tým             | Z | V | R | P | GV | GI | +/- | B  |
| --------------- | - | - | - | - | -- | -- | --- | -- |
| Fidži           | 4 | 3 | 1 | 0 | 25 | 1  | +24 | 10 |
| Nová Kaledonie  | 4 | 3 | 1 | 0 | 6  | 1  | +5  | 10 |
| Tahiti          | 4 | 1 | 1 | 2 | 2  | 6  | -4  | 4  |
| Cookovy ostrovy | 4 | 1 | 0 | 3 | 4  | 9  | -5  | 3  |
| Tuvalu          | 4 | 0 | 1 | 3 | 2  | 22 | -20 | 1  |

|                 | Cookovy ostrovy | Fidži | Francie | Francouzská Polynésie | Tuvalu |
| --------------- | --------------- | ----- | ------- | --------------------- | ------ |
| Cookovy ostrovy |                 | 0–4   | 0–3     | 0–1                   | 4–1    |
| Fidži           |                 |       | 1–1     | 4–0                   | 16–0   |
| Nová Kaledonie  |                 |       |         | 1–0                   | 1–0    |
| Tahiti          |                 |       |         |                       | 1–1    |
| Tuvalu          |                 |       |         |                       |        |

### Skupina B
| Tým                 | Z | V | R | P | GV | GI | +/- | B  |
| ------------------- | - | - | - | - | -- | -- | --- | -- |
| Šalomounovy ostrovy | 4 | 4 | 0 | 0 | 21 | 1  | +20 | 12 |
| Vanuatu             | 4 | 3 | 0 | 1 | 23 | 3  | +20 | 9  |
| Samoa               | 4 | 2 | 0 | 2 | 9  | 8  | +1  | 6  |
| Tonga               | 4 | 1 | 0 | 3 | 6  | 10 | -4  | 3  |
| Americká Samoa      | 4 | 0 | 0 | 4 | 1  | 38 | -37 | 0  |

|                     | Americká Samoa | Samoa | Šalomounovy ostrovy | Tonga | Vanuatu |
| ------------------- | -------------- | ----- | ------------------- | ----- | ------- |
| Americká Samoa      |                | 0–7   | 1–12                | 0–4   | 0–15    |
| Samoa               |                |       | 0–3                 | 2–1   | 0–4     |
| Šalomounovy ostrovy |                |       |                     | 4–0   | 2–0     |
| Tonga               |                |       |                     |       | 1–4     |
| Vanuatu             |                |       |                     |       |         |

### Play off
|  | Semifinále          | Semifinále |   |                     | Finále         | Finále |  |
|  |                     |            |   |                     |                |        |  |
|  |                     |            |   |                     |                |        |  |
|  | Šalomounovy ostrovy | 2          |   |                     |                |        |  |
|  | Nová Kaledonie      | 3          |   |                     |                |        |  |
|  |                     |            |   |                     |                |        |  |
|  |                     |            |   |                     |                |        |  |
|  |                     |            |   |                     | Nová Kaledonie | 1      |  |
|  |                     | Fidži      | 0 |                     |                |        |  |
|  |                     |            |   |                     |                |        |  |
|  |                     |            |   |                     |                |        |  |
|  |                     |            |   |                     | O třetí místo  |        |  |
|  |                     |            |   |                     |                |        |  |
|  | Fidži               | 3          |   | Šalomounovy ostrovy | 0              |        |  |
|  | Vanuatu             | 0          |   |                     | Vanuatu        | 2      |  |

Týmy  Nová Kaledonie,  Fidži a  Vanuatu postoupily do druhé fáze, kde se přidaly k přímo nasazenému Novému Zélandu.

## Druhá fáze (Oceánský pohár národů 2008)
| Tým            | Z | V | R | P | GV | GI | +/- | B  |
| -------------- | - | - | - | - | -- | -- | --- | -- |
| Nový Zéland    | 6 | 5 | 0 | 1 | 14 | 5  | +9  | 15 |
| Nová Kaledonie | 6 | 2 | 2 | 2 | 12 | 10 | +2  | 8  |
| Fidži          | 6 | 2 | 1 | 3 | 8  | 11 | -3  | 7  |
| Vanuatu        | 6 | 1 | 1 | 4 | 5  | 13 | -8  | 4  |

- Nový Zéland postoupil do baráže AFC/OFC, zároveň se stal vítězem Oceánského poháru národů 2008 a kvalifikoval se na Konfederační pohár FIFA 2009.

| 17. říjen 2007 16:00 UTC+12 |        |                         |                                       |
| Fidži                       | 0 – 2  | Nový Zéland             | diváci: 6,000 rozhodčí: Marrufo (USA) |
|                             | Report | Vicelich 32' Smeltz 86' | diváci: 6,000 rozhodčí: Marrufo (USA) |

| 17. listopad 2007 14:00 UTC+11 |        |                         |                                                                            |
| Vanuatu                        | 1 – 2  | Nový Zéland             | Korman Stadium, Port Vila diváci: 8,000 rozhodčí: Minan (Papua New Guinea) |
| Naprapol 32'                   | Report | Smeltz 53' Mulligan 93' | Korman Stadium, Port Vila diváci: 8,000 rozhodčí: Minan (Papua New Guinea) |

| 17. listopad 2007 15:00 UTC+12 |        |                                    |                                                               |
| Fidži                          | 3 – 3  | Nová Kaledonie                     | Govind Park, Ba diváci: 1,500 rozhodčí: O'Leary (New Zealand) |
| Nawatu 2' Vakatalesau 27' 86'  | Report | Gjamaci 66' Kaudre 83' M. Hmae 87' | Govind Park, Ba diváci: 1,500 rozhodčí: O'Leary (New Zealand) |

| 21. listopad 2007 19:00 UTC+13          |        |            |                                                                      |
| Nový Zéland                             | 4 – 1  | Vanuatu    | Westpac Stadium, Wellington diváci: 2,500 rozhodčí: Jacques (Tahiti) |
| Mulligan 17' 81' Smeltz 29' (pen.), 34' | Report | Sakama 50' | Westpac Stadium, Wellington diváci: 2,500 rozhodčí: Jacques (Tahiti) |

| 21. listopad 2007 19:00 UTC+11              |        |       |                                                                        |
| Nová Kaledonie                              | 4 – 0  | Fidži | Stade Numa-Daly Magenta, Noumea diváci: 0 rozhodčí: Breeze (Australia) |
| Wajoka 29' (pen.) M. Hmae 32' 61' Mapou 64' | Report |       | Stade Numa-Daly Magenta, Noumea diváci: 0 rozhodčí: Breeze (Australia) |

| 14. červen 2008 14:00 UTC+11 |        |                |                                                    |
| Vanuatu                      | 1 – 1  | Nová Kaledonie | Korman Stadium, Port Vila rozhodčí: Varman (Fidži) |
| Mermer 77'                   | Report | Djamali 73'    | Korman Stadium, Port Vila rozhodčí: Varman (Fidži) |

| 21. červen 2008 15:00 UTC+11      |        |         |                                                                |
| Nová Kaledonie                    | 3 – 0  | Vanuatu | Stade Numa-Daly Magenta, Noumea rozhodčí: Hester (New Zealand) |
| Wajoka 36' M. Hmaé 60' Diaike 87' | Report |         | Stade Numa-Daly Magenta, Noumea rozhodčí: Hester (New Zealand) |

| 6. září 2008 17:00 UTC+11 |        |                            |                                                                               |
| Nová Kaledonie            | 1 – 3  | Nový Zéland                | Stade Numa-Daly Magenta, Noumea diváci: 2,589 rozhodčí: Rakesh Varman (Fidži) |
| M. Hmaé 55'               | Report | Sigmund 16' Smeltz 65' 75' | Stade Numa-Daly Magenta, Noumea diváci: 2,589 rozhodčí: Rakesh Varman (Fidži) |

| 6. září 2008 15:00 UTC+12 |        |         |                                                                      |
| Fidži                     | 2 – 0  | Vanuatu | Govind Park, Ba diváci: 3,000 rozhodčí: Job Minan (Papua New Guinea) |
| Kumar 7' Dunadamu 87'     | Report |         | Govind Park, Ba diváci: 3,000 rozhodčí: Job Minan (Papua New Guinea) |

| 10. září 2008 19:30 UTC+12  |        |                |                                                                                 |
| Nový Zéland                 | 3 – 0  | Nová Kaledonie | North Harbour Stadium, Auckland diváci: 8,000 rozhodčí: Norbert Hauata (Tahiti) |
| Smeltz 49' 76' Christie 69' | Report |                | North Harbour Stadium, Auckland diváci: 8,000 rozhodčí: Norbert Hauata (Tahiti) |

| 10. září 2008 14:00 UTC+11 |        |                |                                                                               |
| Vanuatu                    | 2 – 1  | Fidži          | Korman Stadium, Port Vila diváci: 1,200 rozhodčí: Peter O'Leary (New Zealand) |
| Sakama 59' Malas 90+2'     | Report | Dunadamu 90+3' | Korman Stadium, Port Vila diváci: 1,200 rozhodčí: Peter O'Leary (New Zealand) |

| 19. listopad 20081 18:00 UTC+12 |        |                 |                                 |
| Nový Zéland                     | 0 – 2  | Fidži           | Churchill Park, Lautoka (Fidži) |
|                                 | Report | Krishna 63' 90' | Churchill Park, Lautoka (Fidži) |

1Původní termín zápasu byl 13. říjen 2007, ale došlo k jeho odložení, protože brankař Fidži nedostal od novozélandských úřadů vízum. Utkání se poté odložilo a mělo se odehrát v Samoi. Oba týmy se následně (vzhledem k vývoji skupiny) dohodly, že se utkání odehraje na Fidži.

## Mezikontinentální baráž AFC/OFC
V této baráži se utkal vítěz dvojutkání o 5. místo v zóně AFC s vítězem kvalifikační zóny OFC. Vítěz této baráže,  Nový Zéland, postoupil na Mistrovství světa ve fotbale 2010.
| Domácí v 1. zápase | Celkem | Hosté v 1. zápase | 1. zápas | 2. zápas |
| ------------------ | ------ | ----------------- | -------- | -------- |
| Bahrajn            | 0 - 1  | Nový Zéland       | 0 – 0    | 0 - 1    |

| 10. říjen 2009 18:30 UTC+3 |        |             |                                                                                  |
| Bahrajn                    | 0 – 0  | Nový Zéland | Bahrain National Stadium, Riffa diváci: 37,000 rozhodčí: Viktor Kassai (Hungary) |
|                            | Report |             | Bahrain National Stadium, Riffa diváci: 37,000 rozhodčí: Viktor Kassai (Hungary) |

| 14. listopad 2009 20:00 UTC+13 |        |         |                                                                                |
| Nový Zéland                    | 1 – 0  | Bahrajn | Westpac Stadium, Wellington diváci: 35,194 rozhodčí: Jorge Larrionda (Uruguay) |
| Fallon 45'                     | Report |         | Westpac Stadium, Wellington diváci: 35,194 rozhodčí: Jorge Larrionda (Uruguay) |